# سامية جمال
سامية جمال (27 مايو 1924 - 1 ديسمبر 1994)، ممثلة وراقصة مصرية.

## عن حياتها
اسمها الحقيقي «زينب خليل إبراهيم محفوظ»، وهي من مواليد بني سويف جنوب مصر، ظهرت في أواخر الأربعينات من القرن العشرين وعرفت باسم سامية جمال. حيث بدأت حياتها الفنية مع فرقة بديعة مصابني حيث كانت تشارك في التابلوهات الراقصة الجماعية، وفي عام 1943 بدأت بالعمل في مجال السينما حيث شكّلت ثنائياً ناجحاً مع الفنّان فريد الأطرش في عدة أفلام وقدّمت على أغنياته أحلى رقصاتها وأشهرها من خلال ستة أفلام شهيرة.

كونت مع فريد الأطرش ثنائياً قدم ستة أفلام بين عامي 1947 و 1952 (لقطة من فيلم تعال سلّم).

ذكرت بعض الصحف في ذلك الوقت إشاعات كثيرة عن وجود قصة حب كبيرة جمعت بين النجمين الكبيرين في تلك الفترة ولكن إصرار فريد الأطرش على عدم الزواج وضع حداً لهذه العلاقة. وتزوّجت سامية جمال بعدها من النجم رشدي أباظة في أواخر الخمسينيات، بينما ظلّ فريد الأطرش بلا زواج حتى وفاته. كما كان هناك لسامية جمال زواج آخر في بداية حياتها الفنية من شاب أمريكي يدعى عبد الله كينج. في أوائل السبعينيات اعتزلت الفنانة سامية جمال الأضواء والفنّ، ثم عادت مرة أخرى للرقص في منتصف الثمانينات ولكنها سرعان ما عاودت الاعتزال مرة أخرى حتى وفاتها في 1 ديسمبر عام 1994.

## تأثيرها في الفن العربي والسينما العربية
عملت سامية جمال من خلال ممارستها للرقص الشرقي لسنوات طويلة على تطوير أسلوب خاص بها، حيث تميّز رقصها بالمزج بين الرقص الشرقي والرقصات الغربية. كما ركّزت سامية جمال في رقصها على تقديم حالة من الانبهار للمتفرج من خلال الملابس والموسيقى والإضاءة والتابلوهات الراقصة التي تشكّلها صغار الراقصات في الخلفية. من الجدير بالذكر أن سامية جمال قد كوّنت في الرقص الشرقي اتجاهاً فنياً مضاداً لاتجاه الراقصة الشهيرة تحية كاريوكا، ففي حين اعتمدت سامية على المزج بين الرقص الشرقي والغربي اتخذت تحية اتجاه الرقصات الشرقية والمصرية القديمة والتنويع على الحركات القديمة وتقديمها بشكل أكثر حداثة.

## من أفلامها
- 1941: انتصار الشباب
- 1942: ممنوع الحب
- 1942: على مسرح الحياة
- 1942: خفايا الدنيا
- 1943: من فات قديمه
- 1943: البؤساء
- 1944: رصاصة في القلب
- 1944: ابنتي
- 1944: من الجاني
- 1945: الحب الأول
- 1945: تاكسي حنطور
- 1945: كازينو اللطافة
- 1945: البني آدم
- 1945: الجنس اللطيف
- 1945: قتلت ولدي
- 1946: أحمر شفايف
- 1946: شهرزاد
- 1946: الأحدب
- 1947: حبيب العمر
- 1947: العرسان الثلاثة
- 1948: المغامر
- 1948: بنت حظ
- 1948: صاحبة العمارة
- 1949: أجازة في جهنم
- 1949: أحبك أنت
- 1949: عفريتة هانم
- 1950: آخر كدبة
- 1950: أمير الانتقام
- 1950: ست الحسن
- 1950: الصقر
- 1950: أسمر وجميل
- 1951: خد الجميل
- 1951: تعالى سلم
- 1951: انتقام الحبيب
- 1952: ما تقولش لحد
- 1953: نشالة هانم
- 1953: قطار الليل
- 1954: الوحش
- 1954: رقصة الوداع
- 1955: سيجارة وكاس
- 1956: زنوبة
- 1956: أول غرام
- 1957: غرام المليونير
- 1958: حبيبي الأسمر
- 1959: الرجل الثاني
- 1959: موعد مع المجهول
- 1959: كل دقة في قلبي
- 1960: سكر هانم
- 1960: أبو الليل
- 1960: النغم الحزين
- 1960: حايجننوني
- 1960: وعاد الحب
- 1962: مرحبا أيها الحب
- 1963: طريق الشيطان
- 1963: زقاق المدق
- 1964: بنت الحتة
- 1972: الشيطان والخريف
- 1972: ساعة الصفر

- شاركت برقصة لمدة ثلاث دقائق في الفيلم الأمريكي وادي الملوك عام 1954.[11]
- ومثّلت دور البطولة في الفيلم الفرنسي علي بابا والأربعين حرامي عام 1954، وقامت بدور «مرجانة».

## وفاتها
في 1 ديسمبر 1994، توفيت، لينتهي مشوار عطاء فني قارب النصف قرن من الزمن، بعد غيبوبة دامت من ستة أيام في مستشفى مصر الدولي في القاهرة.

## وصلات خارجية
- سامية جمال على موقع IMDb (الإنجليزية)
- سامية جمال على موقع الدهليز
- سامية جمال على موقع قاعدة بيانات الأفلام العربية
- سامية جمال على موقع ألو سيني (الفرنسية)
- سامية جمال على موقع أول موفي (الإنجليزية)
- سامية جمال على موقع قاعدة بيانات الأفلام السويدية (السويدية)
- سامية جمال على موقع قاعدة بيانات الفيلم (الإنجليزية)
- سامية جمال على موقع كينوبويسك (الروسية)
- جوجل يحتفل بالذكرى الـ93 لميلاد سامية جمال